# Лос-Канарреос
Лос-Канарреос (ісп. Archipiélago de los Canarreos) — архіпелаг в Карибському морі поблизу південно-західного узбережжя острова Куба.
Зі сходу архіпелаг обмежений затокою Касонес, з півночі — затокою Батабано, а з західної сторони — каналом Лос-Індіос.
Найбільші острови архіпелагу: Ісла-де-ла-Хувентуд (другий за величиною в країні), Ларго-дель-Сур.